# 天鷹神社
天鷹神社（あまたかじんじゃ）は、岐阜県山県市谷合に鎮座する神社。

## 概要
山県市谷合（山県郡谷合村→山県郡美山町谷合）の産土神社である。
創建時期は不詳。慶安五年（1652年）創建の説がある。
越前国篠座（現・福井県大野市）の五位義門という人物がこの地で鷹狩で山鳥狩ったといういわれから天鷹神社と称したという。
山県郡谷合村出身の臼井甕男（レイキ（臼井霊気療法）創始者）が1923年（大正12年）に第二の鳥居を天鷹神社に寄進したこともあり、臼井甕男のゆかりの神社とされている。2018年（平成30年）に「臼井甕男生誕之地」の石碑が建てられている。

## 祭神
- 高皇産霊神

## 月次祭
- 臼井甕男の生誕日（8月15日）に因み、毎月15日に行われる[1]。

## 天然記念物
- 天鷹神社大杉

高さ40m以上の杉。山県市の天然記念物に指定されている。